# Cynoglossus arel
Cynoglossus arel är en fiskart som först beskrevs av Bloch och Schneider, 1801.  Cynoglossus arel ingår i släktet Cynoglossus och familjen Cynoglossidae. Inga underarter finns listade i Catalogue of Life.